# Prensa hidráulica

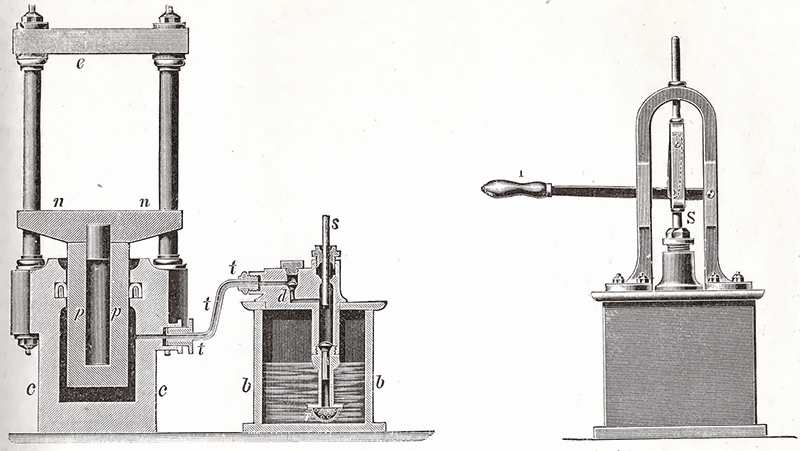
Prensa hidráulica de Joseph Bramah en 1779.

La prensa hidráulica es un mecanismo conformado por vasos comunicantes impulsados por pistones de diferentes áreas que, mediante una pequeña fuerza sobre el pistón de menor área, permite obtener una fuerza mayor en el pistón de mayor área. Los pistones son llamados pistones de agua, ya que son hidráulicos, esta concluye con unas de las leyes más revolucionarias. 
El rendimiento de la prensa hidráulica almacena similitudes con el de la palanca, pues se obtienen fuerzas mayores que las ejercidas pero se aminora la velocidad y la longitud de desplazamiento, en similar proporción. 
En el siglo XVII, en Francia, el matemático y filósofo Blaise Pascal comenzó una investigación referente al principio mediante el cual la presión aplicada a un líquido contenido en un recipiente se transmite con la misma intensidad en todas direcciones. Gracias a este principio se pueden obtener fuerzas muy grandes utilizando otras relativamente pequeñas. Uno de los aparatos más comunes para alcanzar lo anteriormente mencionado es la prensa hidráulica, la cual está basada en el principio de Pascal. En 1795, Joseph Bramah inventó y obtuvo una patente sobre esta prensa, se le puede considerar como el padre de la Prensa hidráulica.

## Cálculo de la relación de fuerzas
Cuando se aplica una fuerza {\displaystyle F_{1}\,} sobre el émbolo de menor área {\displaystyle A_{1}\,} se genera una presión {\displaystyle p_{1}\,}: 
{\displaystyle p_{1}={\frac {F_{1}}{A_{1}}}\,}

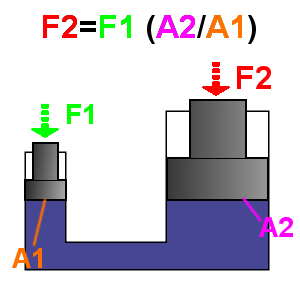
Esquema de fuerzas y áreas de una prensa hidráulica.

Del mismo modo en el segundo émbolo:
{\displaystyle p_{2}={\frac {F_{2}}{A_{2}}}\,}
Se observa que el líquido está comunicado, luego por el principio de Pascal, la presión en los dos pistones es la misma. Por tanto se cumple que:
{\displaystyle p_{1}=p_{2}\,}
Esto es:
{\displaystyle {\frac {F_{1}}{A_{1}}}={\frac {F_{2}}{A_{2}}}\,} y la relación de fuerzas: {\displaystyle {\frac {F_{1}}{F_{2}}}={\frac {A_{1}}{A_{2}}}\,}
Luego, la fuerza resultante de la prensa hidráulica es:
{\displaystyle F_{2}=F_{1}{\frac {A_{2}}{A_{1}}}}
Donde:
{\displaystyle F_{1}\,} = fuerza del émbolo menor en N.
{\displaystyle F_{2}\,} = fuerza del émbolo mayor en N.
{\displaystyle A_{1}\,} = área del émbolo menor en m².
{\displaystyle A_{2}\,} = área del émbolo mayor en m².